# Nuit noire (film, 1983)
Pour les articles homonymes, voir Nuit noire.
Pour plus de détails, voir Fiche technique et Distribution.
Nuit noire (titre original : One Dark Night) est un film américain d'horreur réalisé par Tom McLoughlin, sorti le 25 février 1983 aux États-Unis mais présenté au Festival international du film fantastique et de science-fiction de Paris de 1982.

## Synopsis
Un occultiste russe étrange, Karl Rhamarevich, meurt après avoir découvert le moyen de développer d'immenses pouvoirs télékinésiques, y compris depuis l'au-delà. Par ailleurs, une jeune femme, Julie, doit passer un rite d'initiation pour pouvoir intégrer une confrérie étudiante. Pour cela, elle doit passer une nuit entière dans une crypte, en étant surveillée par deux autres jeunes femmes membres de la confrérie. Or, il s'avère que la crypte en question est celle dans laquelle le mage diabolique Karl Rhamarevich vient d'être enterré le jour même. Les terrifiants pouvoirs télékinésiques de celui-ci ne tardent pas à se manifester et il va réveiller des zombies dans la crypte.

## Fiche technique
- Titre : Nuit noire
- Titre original : One Dark Night
- Réalisation : Tom McLoughlin
- Scénario : Michael Hawes, Tom McLoughlin
- Production : Michael Schroeder, The Picture Company
- Musique : Bob Summers
- Photographie : Hal Trussell
- Montage : Michael Spence, Charles Tetoni
- Direction artistique : Randy Moore, Craig Stearns
- Décors : Cricket Rowland
- Pays de production : États-Unis
- Langue : anglais
- Genre : Horreur
- Durée : 94 minutes
- Dates de sortie :
  - États-Unis : 25 février 1983
  - Corée du Sud : 23 juin 1984
- Interdit aux moins de 12 ans

## Distribution
- Meg Tilly : Julie Wells
- Robin Evans : Carol Mason
- Leslie Speights : Kitty
- David Mason Daniels  (VF : Michel Papineschi)  : Steve
- Melissa Newman : Olivia McKenna
- E.G. Daily : Leslie Winslow
- Adam West  (VF : Vincent Violette)  : Allan McKenna
- Donald Hotton  (VF : Georges Berthomieu)  : Samuel Dockstader
- Larry Carroll : journaliste télé
- Kevin Peter Hall : Eddie

## Distinctions
Nominations
- Saturn Award 1983 :
  - Saturn Award du meilleur film à petit budget